# 恩佐·马谢洛
恩佐·马谢洛（義大利語：Enzo Masiello，1969年3月5日—），意大利男子冬季两项、越野滑雪、田径运动员。他曾代表意大利参加1992年、1996年、2000年、2006年、2010年和2014年残疾人奥林匹克运动会，获得一枚银牌和二枚铜牌。